# História da Sua Vida

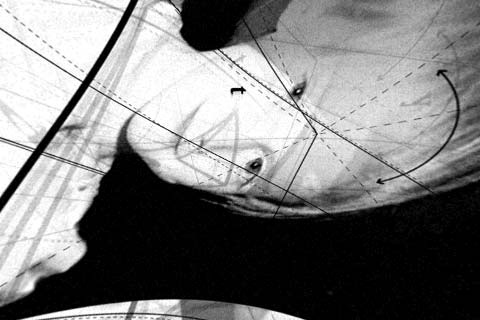
Ilustração de Hidenori Watanave para a obra 'História da sua vida', publicada na Hayakawa's S-F Magazine, em 2009.

"História da Sua Vida" é um conto de ficção científica escrito por  Ted Chiang. Foi o vencedor do Prêmio Nebula de Melhor Novela em 2000, assim como o prêmio Sturgeon em 1999. Os principais temas explorados pelo conto são o determinismo, a linguagem, e a hipótese de Sapir-Whorf. A história foi adaptada no filme de 2016, A Chegada.

## Resumo do enredo
A Dra. Louise Banks foi escolhida pelos militares para se comunicar com uma raça de alienígenas, conhecidos como heptapods (do grego hepta, "sete", e podos, "pé/pata"), depois deles iniciarem o primeiro contato com a humanidade. A história gira em torno de Dra. Banks, e tecidas ao longo dela estão memórias de sua filha.
Os heptapods têm duas formas distintas de linguagem. Heptapod A é a sua língua falada, que é descrita como tendo uma livre ordem de palavras e muitos níveis de frases embutidas em outras. A compreensão do Heptapod B, a língua escrita dos aliens, é essencial para a trama. Ao contrário do Heptapod A, Heptapod B tem uma estrutura complexa onde um único símbolo semântico não pode ser excluído sem alterar todo o sentido de uma frase.
Quando está escrevendo em Heptapod B, o escritor sabe como a frase terminará. O fenômeno do Heptapod B é explicado pela compreensão dos aliens sobre a matemática e o Principio de Fermat.
A compreensão de Dra. Banks sobre o sistema de escrita dos Heptapods afeta o jeito que ela percebe o tempo e sugere um universo determinista onde o livre-arbítrio é exercido por não afetar o resultado de eventos. Isso é refletido pelo tempo verbal usado na escrita da história: uma pequena porção dela, no começo e fim, é escrita no presente, indicando que a história está sendo escrita no momento da concepção da filha de Dra. Banks. A sessão descrevendo as interações com os Heptapods são escritas no passado. As sessões descrevendo a vida da filha—do nascimento à morte e além—são escritas como memórias da Dra. Banks que ela descreve usando o futuro, sendo que ter aprendido Heptapod B permite à ela saber da vida inteira de sua filha antes mesmo de concordar a concebê-la.

## Prêmios
- Vencedor do Prêmio Nebula de 2000 de melhor novela.
- Vencedor do Prêmio Sturgeon de 1999.
- Indicado para o  Tiptree Award de 1999.
- Classificado em 10o lugar na Locus poll de 1999 de melhor novela.
- Indicado para o Prêmio Hugo de 1999 de melhor novela.
- Indicado para o HOMer award de melhor novela.